# Liste der Deutschen Meister im 35-km-Gehen
Das 35-km-Gehen löste im Jahr 2022 das Gehen über die Distanz 50 Kilometern als längste Gehstrecke bei großen internationalen Meisterschaften und Olympischen Spiele ab. Das 50-km-Gehen war in der Leichtathletik-Historie die erste Gehstrecke, deren Distanz sich international und national etabliert hatte. Die Verkürzung der Strecke wurde vorgenommen, unter anderem um die Leichtathletik für die Zuschauer möglichst attraktiv zu gestalten und um den Bestrebungen von Frauen, sich auch auf der langen Gehdistanz zu etablieren, Rechnung zu tragen. Bei den Deutschen Meisterschaften wurde das Angebot für die Geherinnen und Gehen umgehend, das heißt ab 2022, an das internationale Wettkampfprogramm angepasst und so kam von da an für Frauen und Männer das 35-km-Gehen in den Angebotskalender.
In der DDR waren für Männer bereits in den Jahren 1950, 1963, 1964 und 1965 Meisterschaften über die Distanz von 35 Kilometern ausgetragen worden. Die Resultate sind einschließlich der Mannschaftswertungen in den unten aufgeführten Tabellen mit aufgelistet.
Aufgrund der stark geschrumpften Teilnehmerfelder gab es zunächst keine Teamwertungen im 35-km-Gehen.

## Deutsche Meisterschaftsrekorde
| Männer | 2:28:19 h | Karl Junghannß (LC Top Team Thüringen)      | Erfurt | 15. April 2023 |
| Frauen | 3:03:13 h | Bianca Maria Dittrich (Droste-Running Team) | Erfurt | 15. April 2023 |

## Gesamtdeutsche Meister seit 2022 (DLV)
| Jahr | Ort                          | Datum                        | Männer                                 | Männer                       | Frauen                                      | Frauen                       |
| Jahr | Ort                          | Datum                        | Athlet                                 | Zeit [h]                     | Athletin                                    | Zeit [h]                     |
| ---- | ---------------------------- | ---------------------------- | -------------------------------------- | ---------------------------- | ------------------------------------------- | ---------------------------- |
| 2025 | Kelsterbach                  | 13. April                    | Jonathan Hilbert (LG Ohra Energie)     | 2:36:08                      | Bianca Schenker (LG Vogtland)               | 3:24:05                      |
| 2024 | Wettbewerb nicht ausgetragen | Wettbewerb nicht ausgetragen | Wettbewerb nicht ausgetragen           | Wettbewerb nicht ausgetragen | Wettbewerb nicht ausgetragen                | Wettbewerb nicht ausgetragen |
| 2023 | Erfurt                       | 15. April                    | Karl Junghannß (LC Top Team Thüringen) | 2:28:19                      | Bianca Maria Dittrich (Droste-Running Team) | 3:03:13                      |
| 2022 | Frankfurt/M.                 | 30. April                    | Christopher Linke (SC Potsdam)         | 2:29:56                      | Emilia Lehmeyer (LG Nord Berlin)            | 3:04:22                      |

## Meister in derDDR(DVfL) 1950 / 1963 bis 1965
Das 35-km-Gehen wurde nur für Männer ausgetragen.
| Jahr | Athlet                               | Zeit (h) |
| ---- | ------------------------------------ | -------- |
| 1965 | Christoph Höhne (SC Dynamo Berlin)   | 2:52:10  |
| 1964 | Christoph Höhne (SC Dynamo Berlin)   | 2:53:30  |
| 1963 | Burkhard Leuschke (SC Dynamo Berlin) |          |
| 1950 | Horst Voigt (Dresden-Niedersedlitz)  | 3:28:42  |

## Mannschaftsmeister in derDDR(DVfL) 1950 / 1963 – 1965
Das 35-km-Gehen wurde nur für Männer ausgetragen.
| Jahr | Verein                                                                    |
| ---- | ------------------------------------------------------------------------- |
| 1965 | ASK Vorwärts Potsdam (Hans-Joachim Pathus, Peter Frenkel, Gerhard Adolph) |
| 1964 | SC Dynamo Berlin (Christoph Höhne, Burkhard Leuschke, Hans-Georg Reimann) |
| 1963 | SC Dynamo Berlin (Burkhard Leuschke, Roland Hadrych, Günter Rieger)       |
| 1950 | BSG Stahl Nord Leipzig (Bornemann, Schröter, Ostrowski)                   |